# Municipio de Dry Run
El municipio de Dry Run (en inglés: Dry Run Township) es un municipio ubicado en el condado de Dallas en el estado estadounidense de Arkansas. En el año 2010 tenía una población de 379 habitantes y una densidad poblacional de 12,32 personas por km².

## Geografía
El municipio de Dry Run se encuentra ubicado en las coordenadas 33°49′12″N 92°21′51″O / 33.82000, -92.36417. Según la Oficina del Censo de los Estados Unidos, el municipio tiene una superficie total de 30.77 km², de la cual 30,72 km² corresponden a tierra firme y (0,16 %) 0,05 km² es agua.

## Demografía
Según el censo de 2010, había 379 personas residiendo en el municipio de Dry Run. La densidad de población era de 12,32 hab./km². De los 379 habitantes, el municipio de Dry Run estaba compuesto por el 44,59 % blancos, el 53,03 % eran afroamericanos, el 0,26 % eran amerindios, el 1,06 % eran de otras razas y el 1,06 % eran de una mezcla de razas. Del total de la población el 1,58 % eran hispanos o latinos de cualquier raza.